# Emily Barker
Emily Barker (Bridgetown, 2 dicembre 1980) è una cantautrice, musicista e compositrice australiana.

## Biografia
Dopo essere stata membro dei The-Low-Country, Emily Barker ha pubblicato il suo primo album in studio, intitolato  Photos.Fires.Fables, nel 2005. Nel 2008 ha inciso nuovamente il suo brano Nostalgia come sigla della serie televisiva Il commissario Wallander, e nel medesimo anno ha fondato il gruppo Emily Barker & The Red Clay Halo. Hanno realizzato tre album, tra cui Dear River nel 2013, che ha raggiunto la 99ª posizione della Official Albums Chart. Come solista ha pubblicato altri due dischi, The Toerag Sessions e Sweet Kind of Blue: il secondo si è piazzato in 83ª posizione nella classifica britannica. Nel 2015 ha composto la colonna sonora del film Hector.

## Discografia

### Album in studio
- 2006 – Photos.Fires.Fables.
- 2015 – The Toerag Sessions
- 2017 – Sweet Kind of Blue
- 2019 – A Window to Other Ways (con Marry Waterson)
- 2020 – A Dark Murmuration of Words